# Golden Ocean Group
Die Golden Ocean Group ist eine norwegische Reederei. Sie transportiert Schüttgut wie Erze, Kohle, Saaten und Dünger in eigenen oder gecharterten Schiffen. Sie ist an der Börse Oslo im OBX gelistet. Das Unternehmen betreibt eine der größten Flotten für Schüttgut weltweit.

## Geschichte
Das Unternehmen entstand 2004 durch eine Abspaltung von Frontline.

## Eigentumsverhältnisse
Per Ende 2023 war John Fredriksen größter Aktionär über seine Hemen Holding. (39,6 %).